# Apozomus howarthi
Espèce
Apozomus howarthi est une espèce de schizomides de la famille des Hubbardiidae.

## Distribution
Cette espèce est endémique du Queensland en Australie,. Elle se rencontre dans la grotte Tea Tree Cave à Chillagoe.

## Description
Le mâle holotype mesure 3,80 mm et la femelle paratype 4,00 mm.

## Étymologie
Cette espèce est nommée en l'honneur de Frank Howarth.

## Publication originale
- Harvey, 2001 : New cave-dwelling schizomids (Schizomida: Hubbardiidae) from Australia. Records of the Western Australian Museum Supplement, vol. 64, p. 171-185.